# Physcomitrella readeri
Physcomitrella readeri är en bladmossart som beskrevs av Stone och G. A. M. Scott 1973 [1974. Physcomitrella readeri ingår i släktet Physcomitrella och familjen Funariaceae. Inga underarter finns listade i Catalogue of Life.